# La voce di Pasolini
La voce di Pasolini è un film-documentario del 2006 diretto da Mario Sesti e Matteo Cerami.

## Trama
Documentario che alla voce fuori campo di Toni Servillo, che legge brani tratti dalle poesie, dai saggi o dalle interviste rilasciate da Pier Paolo Pasolini, accosta immagini di repertorio tratte dall'Istituto Luce e frammenti del film, mai realizzato, Porno-Teo-Kolossal.

## Produzione
Si tratta di una produzione di BiM Distribuzione in associazione con Indigo Film e con il sostegno della Cineteca del Comune di Bologna, della Fondazione archivio audiovisivo del movimento operaio e democratico, dell'Associazione Home Movies e dell'Auditorium Parco della Musica.

## Distribuzione
Riproposto alla Festa del Cinema di Roma del 2015, sezione Omaggi .